# Moronobea
Genre
Classification phylogénétique

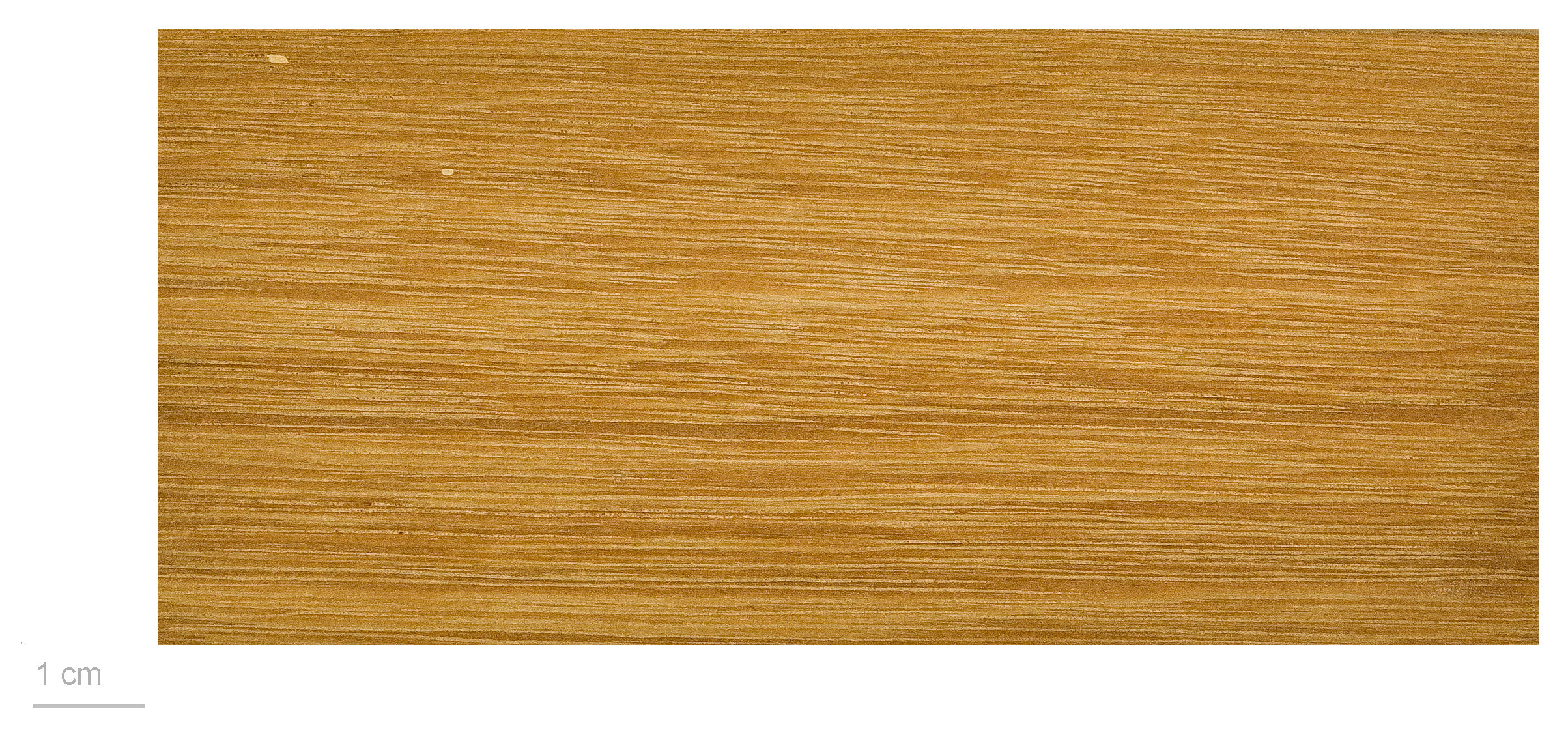
Monorobea coccinea au Muséum de Toulouse.

Moronobea est un genre de plantes à fleurs de la famille des Clusiaceae.

## Espèces
Moronobea coccinea